# 欧里庇得斯
欧里庇得斯（希臘語：Εὐριπίδης，前480年—前406年）与埃斯库罗斯和索福克勒斯并称为希腊三大悲剧大师，他一生共创作了九十二部作品，保留至今的有十八或十九部（《瑞索斯》是否确为欧里庇得斯的作品，存在争议）。对于欧里庇得斯的评价，古往今来一向褒贬不一，有人说他是最伟大的悲剧作家，也有人说悲剧在他的手中衰亡，无论这些评价如何反复，无庸置疑的是欧里庇得斯的作品对于后世的影响是深远的。

## 生平
欧里庇得斯出身于阿提卡一个贵族家庭，对各类艺术有过全面且系统的学习，他非常醉心于诗和哲学，并用年轻时得到一笔遗产在家里建了一个收藏丰富的私人藏书室。除非必要，欧里庇得斯很少出席公众场合的社交活动，他淡泊名利，拒绝了大部分希腊当局派给他的职务，但曾在很长一段时期内服兵役。
欧里庇得斯很早就开始尝试悲剧写作，前455年首次参加比赛，但那次的比赛很失败，他得了最后一名，观众在演出结束的时候向他的歌队扔垃圾。之后将近二十年里，欧里庇得斯很少动笔创作，在此期间，他对于自己和悲剧这门艺术有了更深的认识。前441年，欧里庇得斯第一次在悲剧比赛中获得头奖，可惜的是当时的剧本并没有流传下来。
关于哲学，欧里庇得斯最早曾向阿那克萨哥拉学习，这位伟大的自然哲学家第一个提出月亮上的光反射自太阳光，但在希腊内战时，希腊当局将这位满口异端学说的哲学家赶出了希腊，欧里庇得斯对此十分气愤，他在《阿尔刻提斯》中杜撰了一个人物以表达对于驱逐他老师的不平。接着，欧里庇得斯向他的好友普罗塔戈剌斯和普罗狄刻斯这两位诡辩大师学习，但是希腊的诡辩术还未发展完善，主要是一些对于神和神话世界的怀疑论题。最后，欧里庇得斯与苏格拉底为友并向他学习。有人说欧里庇得斯的悲剧最大的不足就是他让他的剧中人在舞台上论述了太多哲学，使整个剧情变得乏味，但从另一方面来看，这些哲学式的台词赋予了其悲剧更多深刻的含义，而且也丝毫不损害其悲剧中的诗意。
欧里庇得斯所生活的年代正处于伯罗奔尼撒战争期间，雅典表面上的黄金时代正从内部瓦解，内外矛盾不断恶化，雅典与斯巴达人经年累月的战争、和谈、再战争，平民越来越贫困，奴隶的待遇越来越苛刻，女人毫无地位可言，只是作为婚姻对方的财产，对此，欧里庇得斯在自己的作品中都公开表示反对，他同情弱者，提倡和平、民主以及平等。由于欧里庇得斯的名气越来越大，雅典当局害怕他作品中的一些对立的思想会影响民众而最终将他赶出雅典，晚年的欧里庇得斯不得不前往马其顿，在马其顿国王的庇护下生活。欧里庇得斯客死异乡后，雅典人曾要求马其顿人将他的尸体送回雅典安葬，但遭到了拒绝，后来人们在雅典的郊外为欧里庇得斯立了一块石碑，上面刻有很好的赞美词句。

## 作品简析
欧里庇得斯的时代，悲剧作为一门艺术，它的形式已经发展完善，而在欧里庇得斯手里，悲剧又经受了一次革新。与前辈们不同，欧里庇得斯的悲剧不再围绕着旧式的英雄主题，而是取材自日常生活，剧中出现了平民、奴隶、农民等人物形象，而剧中所采用的语言也平民化了，很通俗易懂，但这显然大大违背了希腊传统的审美观，当然也不合当局者的口味，因此，伴随着欧里庇得斯的作品的常常是质疑和责难。
另外，欧里庇得斯有很多以探讨女性心理为主题的作品，其现存的作品中有十二部就是以女性为主角的，而其中最成功的一部就是《美狄亚》，这部作品对后来西方的文学发展有着很深的影响。

## 现存作品
- 公元前438年，《阿尔克斯提斯》
- 公元前431年，《美狄亚》
- 约公元前430年，《赫拉克勒斯的儿女》
- 公元前428年，《希波吕托斯》
- 约公元前425年，《安德洛玛刻》
- 约公元前424年，《赫卡柏》
- 约公元前423年，《请愿妇女》
- 约公元前420年，《埃勒克特拉》
- 约公元前416年，《疯狂的赫拉克勒斯》
- 公元前415年，《特洛伊妇女》
- 约公元前414年，《伊菲革涅亚在陶里克人中》
- 约公元前414年，《伊昂》
- 公元前412年，《海伦》
- 约公元前410年，《腓尼基妇女》
- 公元前408年，《奥瑞斯特斯》
- 公元前405年，《酒神的伴侣》
- 公元前405年，《伊菲革涅亚在奥利斯》
- 年代不明，《瑞索斯》（作者是否确为欧里庇得斯，存在争议）
- 年代不明，《独目巨人》（现存唯一的萨堤尔剧）

（译名参照张竹明的译本）

## 延伸閱讀
- Barrett, William Spencer. West, M. L. , 编. . Oxford: Oxford University Press. 2007. ISBN 0199203571.
- Conacher, D. J. . London: Oxford University Press. 1967.
- Croally, N.T. . Cambridge: Cambridge University Press. 2007. ISBN 0521041120.
- Euripides. Segal, Erich , 编. . Englewood Cliffs, NJ: Prentice-Hall. 1968.
- Euripides. Barrett, William Spencer , 编. . Oxford: Clarendon Press. 1983. ISBN 019814167X.
- Euripides. . . Methuen Classical Greek Dramatists. J. Michael Walton, introduction. London: Methuen. 1997: vii–xxii. ISBN 0413716503.
- Gregory, Justina. . Ann Arbor: University of Michigan Press. 1991. ISBN 0472102303.
- Ippolito, P. . Naples: Dipartimento di Filologia Classica dell'Universit'a degli Studi di Napoli Federico II. 1999 （意大利语）.
- Kitto, H. D. F. . New York: Barnes and Noble. 1959.
- Kovacs, David. . Leiden: E.J. Brill. 1994. ISBN 9004099263.
- Lefkowitz, Mary R. . London: Duckworth. 1981. ISBN 0715617214.
- Murray, Gilbert.  2nd. London: Oxford University Press. 1946.
- Powell, Anton (编). . London: Routledge. 1990. ISBN 041501025X.
- Scullion, S. . The Classical Quarterly. 2003, 53 (2): 389–400.
- Segal, Charles (编). . Durham, N.C.: Duke University Press. 1993. ISBN 082231360X.
- Sommerstein, Alan H. . London: Routledge. 2002. ISBN 0415260280.
- Webster, T. B. L. . London: Methuen. 1967.

## 外部連結
- Euripides的作品  - 古騰堡計劃
- Encarta's entry for Euripides( （页面存档备份，存于） 2009-10-31)
- Bilingual Loeb editions downloadable at the Internet Archive
- Euripides-related materials at the Perseus Digital Library （页面存档备份，存于）
- Useful summaries of Euripides' life, works, and other relevant topics of interest at TheatreHistory.com. （页面存档备份，存于）
- Fordham.edu （页面存档备份，存于）
- （法文） AC-Strasbourg.fr （页面存档备份，存于）
- Tufts.edu （页面存档备份，存于）
- GPC.edu
- Imagi-nation.com （页面存档备份，存于）
- IMDBs List of movies based on Euripides plays （页面存档备份，存于）
- Euripides Resources （页面存档备份，存于）
- Staging of Euripides' fragmentary Hypsipyle （页面存档备份，存于）
- Virginia Polytechnic Institute and State University, Euripides, Trojan Women, 740-779; read by Stephen Daitz
- Multispectral imaging. Oxyrhynchos online. （页面存档备份，存于） Retrieved on 28 October 2007.